# モスコリヌス
モスコリヌス (Moschorhinus) は、古生代後期ペルム紀の約2億5900万年から約2億5200万年前にかけて生息していた単弓類の絶滅属。単弓綱 - 獣弓目 - 獣歯類 - テロケファルス亜目 - アキドノグナトゥス科に属する。長い犬歯と幅広で分厚い鼻面を備えていた。衰退/絶滅したゴルゴノプス亜目のニッチへ入り込み、ペルム紀末から三畳紀初頭までの数百万年間では、陸上で最大級の捕食動物になった。

## 特徴
肉食性の獣歯類にしばしば見られる長い切歯と犬歯を持つ。また後頭部の側頭窓や下顎の筋突起が大きく発達していることから、それなりに咬合力が強かったとされる。モスコリヌスが獣歯類の中でも異質なのは犬歯の断面。例えばゴルゴノプス亜目が薄く鋭利なサーベル状の“剣歯”を進化させたのに対し、モスコリヌスは現在のネコ科、とりわけウンピョウのような分厚く丸い断面の“犬歯”を進化させている。
円錐形の牙に加え、肩甲骨や上腕骨や大腿骨が頑丈だったこと、ずんぐりとした体躯だったことから、モスコリヌスはこれらを用いて獲物と格闘し、制圧する能力に優れていた可能性がある。これは近縁かつ類似の体格を備えた（しかし本種より鋭利なサーベル状の牙をもつ）ゴルゴノプスなどとのニッチ分割（棲み分け、食い分け）が成立していたことも示唆している。

## 古環境
モスコリヌスは知られる限り最後の大型肉食性テロケファルス類であり、ペルム紀末の大量絶滅を唯一生き延びた大型の陸棲捕食者であった。しかし、三畳紀初頭のたび重なる環境悪化によって大気中の酸素濃度が低下したうえ、三畳紀になって新たな競合相手が登場したことにより、まもなく絶滅した。その後、本属の生態的地位はキノグナトゥスのような肉食性キノドン類、もしくはプロテロスクスやサウロスクスのような肉食性の主竜型類によって引き継がれることになる。
最後のモスコリヌスが生息していた三畳紀初頭は、ペルム紀末の大量絶滅の爪痕が色濃く残る時代であった。ペルム紀に初期のモスコリヌスと共存していた大型動物のパレイアサウルス類やゴルゴノプス亜目は絶滅事件によって絶滅し、ディキノドン類も一握りの種類しか残っておらず、同じテロケファルス類もテトラキノドンやプロモスコリヌス、イクチドスクス類などの数種類が生き残るのみであった。
こうしたペルム紀の残存勢力が僅かに存在していただけで、三畳紀初頭の陸上世界は非常に単調な生態系によって構築されていたとされる。現在までに発見済みの化石だけで判断すると、植物食の単弓類リストロサウルスが生物全体の95%を占めていたとされる。このリストロサウルスを狙う捕食動物は、本属モスコリヌスか主竜類のプロテロスクスの2種に絞られた。しかし上記2属だけではトップダウン効果が不十分であったようで、三畳紀初頭にはリストロサウルスの個体数が爆発的に増加していた。